# Lăpușnicu Mare
Lăpușnicu Mare is een Roemeense gemeente in het district Caraș-Severin.
Lăpușnicu Mare telt 1844 inwoners.